# Линкольн (округ, Мэн)
Ли́нкольн (англ. Lincoln County) — округ, расположенный в штате Мэн, США с населением в 34 457 человек по данным переписи населения 2010 года.
Административным центром округа является город Уискассет.
На момент основания графство Линкольн составляло три пятых территории штата и простиралось на восток до Новой Шотландии. Тринадцать округов были вырезаны из этой земли, включая округ Сагадахок на западе. Флаг графства — это традиционный флаг Новой Англии, принятый в 1977 году.

## География
По данным Бюро переписи населения США, общая площадь округа — 1812 км², из которых: 1181 км² — земля и 631 км² (34,84 %) — вода.

### Соседние округа
- Кеннебек — север
- Уолдо — северо-восток
- Нокс — восток
- Сагадахок — запад

## Демография

Распределение населения округа по возрастным диапазонам

### Перепись 2000 года
По данным переписи населения 2000 года в округе Линкольн проживало 33 616 человек, 9542 семьи, насчитывалось 14 158 домашних хозяйства и 20 849 жилых дома. Средняя плотность населения составляла 74 человека на один квадратный километр. Расовый состав округа по данным переписи распределился следующим образом: 98,46 % белых, 0,17 % чёрных или афроамериканцев, 0,26 % коренных американцев, 0,37 % азиатов, 0,02 % жители Океании, 0,61 % смешанных рас, 0,1 % — других народностей. Испано- и латиноамериканцы составили 0,46 % от всех жителей округа.
Из 14 158 домашних хозяйств в 28,2 % — воспитывали детей в возрасте до 18 лет, 56,1 % представляли собой совместно проживающие супружеские пары, в 7,7 % семей женщины проживали без мужей, 32,6 % не имели семей. 26,7 % от общего числа семей на момент переписи жили самостоятельно, при этом 12,1 % составили одинокие пожилые люди в возрасте 65 лет и старше. Средний размер домашнего хозяйства составил 2,35 человек, а средний размер семьи — 2,82 человек.
Население округа по возрастному диапазону по данным переписи 2000 года распределилось следующим образом: 22,7 % — жители младше 18 лет, 5,5 % — между 18 и 24 годами, 25,6 % — от 25 до 44 лет, 28,1 % — от 45 до 64 лет и 18,2 % — в возрасте 65 лет и старше. Средний возраст жителей округа составил 43 года. На каждые 100 женщин в округе приходилось 95,1 мужчин, при этом на каждых сто женщин 18 лет и старше приходилось 92 мужчины также старше 18 лет.
Средний доход на одно домашнее хозяйство в округе составил 38 686 долларов США, а средний доход на одну семью в округе — 45 427 долларов. При этом мужчины имели средний доход в 31 209 доллар в год против 23 161 долларов среднегодового дохода у женщин. Доход на душу населения в округе составил 20 760 долларов США в год. 6,6 % от всего числа семей в округе и 10,1 % от всей численности населения находилось на момент переписи населения за чертой бедности, при этом 12,8 % из них были моложе 18 лет и 9,5 % — в возрасте 65 лет и старше.

### Перепись 2010 года
По данным переписи населения США 2010 года в округе насчитывалось 34 457 человек, 15 149 домашних хозяйств и 9749 семей. Плотность населения была 75,6 жителей на квадратную милю (29,2 / км²). Было 23 493 единицы жилья при средней плотности 51,5 на квадратную милю (19,9 / км²). Расовый состав округа был 97,6 % белых, 0,5 % азиатов, 0,3 % американских индейцев, 0,3 % чернокожих или афроамериканцев, 0,1 % других рас и 1,1 % от двух или более рас. Латиноамериканцы или выходцы из Латинской Америки составляли 0,8 % населения. Что касается родословной, 30,4 % были англичанами, 17,7 % были ирландцами, 13,4 % были немцами, 8,6 % были шотландцами и 8,5 % были американцами.
Из 15 149 семей 24,7 % имели детей в возрасте до 18 лет, проживающих с ними, 51,6 % были женатыми парами, 8,8 % семей женщины проживали без мужей, 35,6 % не имели семьи и 28,9 % всех домашних хозяйств были составлены из людей. Средний размер домашнего хозяйства составил 2,24 человека, а средний размер семьи — 2,72 человека. Средний возраст составлял 48,1 года.
Средний доход на семью в округе составил 47 678 долларов, а средний доход на семью — 58 028 долларов. Средний доход мужчин составлял 40 816 долл. Против 31 473 долл. для женщин. Доход на душу населения в округе составлял 28 003 доллара. Около 7,7 % семей и 10,8 % населения находились за чертой бедности, в том числе 16,2 % из них моложе 18 лет и 9,9 % тех, кто в возрасте 65 лет и старше.